# Lasarte (Àlaba)
Lasarte és un poble pertanyent al municipi de Vitòria. Tenia 116 habitants en (2007). Forma part de la Zona Rural Sud-oest de Vitòria. Es troba a 569 msnm, al sud-est de Vitòria entre els contraforts dels montes de Vitoria i els dos afluents del riu Zadorra. Limita al nord amb Gardelegi, al sud amb Berroztegieta, a l'est amb els port de Vitòria i a l'oest amb Armentia.

## Història
Fou donada el 4 de juliol de 1135 pel bisbe de Nájera a l'ardiaca d'Armentia, i destacà en el conreu de la vinya. Fou un dels llogarets vells i dona a Vitòria pel rei Sanç IV de Castella el 1286. A Lasarte s'hi celebrava les juntes del poble alabès després de la dissolució de la Confraria d'Arriaga i incorporació d'Àlaba a Castella en 1332.

## Persones il·lustres
- Francisco Galdós Gauna (1947-), ciclista.
- Iñaki Gil Diaz de Argote (1963-), Harri-jasotze.